# 안트라퀴논
안트라퀴논(영어: anthraquinone)는 방향족 유기화합물이다. 안트라센의 유도체이다. 황색으로부터 엷은 재빛을 띤 화합물이다. IUPAC명은 안트라센-9,10-디온이지만, 별명으로 9,10-안트라센디온, 안트라디온, 안트라센-9,10-퀴논 등이 있다.
물과 알코올에는 녹지 않지만, 나이트로벤젠과 아닐린에는 잘 녹는다. 화학적으로 매우 안정된 화합물이다.
알로에와 차풀, 루바브와 카스카라 사그라다 등 몇몇 식물에서 얻을 수 있다. 또 균과 조류(藻類), 곤충 등에도 있고, 착색의 원인이 되는 물질이다. 천연 안트라퀴논 유도체는 설사약으로 많이 사용된다.

## 합성 방법
몇 가지 합성방법이 알려져 있다.
- 안트라센 산화
- 염화알루미늄를 사용해 벤젠과 무수프탈산의 축합 (프리델-그래프츠 반응). o-벤조일벤조산이 생성된 후에 자발적으로 환원하고, 안트라퀴논이 생성된다.
- 나프토퀴논(영어판)과 1,3-디온을 사용한 딜스-알더 반응.
- 안트라퀴논의 고전적 반응인 밸리-스콜 반응(Bally-Scholl synthesis)이 알려져 있다.(1905년). 이것은 글리세린과 안트라퀴논의 반응에 따른 벤즈안트론을 생성한다. 이 반응은 구리와 황산의 존재하에서 퀴논이 환원되고(케톤기의 1개가 메틸렌으로 된다.), 다음에 글리세린을 첨가한 것이다.

## 공업적 반응
많은 천연색소는 안트라퀴논 골격을 가졌기 때문에, 알리자린 등의 색소의 원료로 사용된다. 또, 제지업에서 펄프 제조의 용매로 사용되고 있다. 다른 용도로는 새퇴치용 모이로 사용되고 있다.
유도체인 2-에틸안트로퀴논은 공업적으로 과산화수소를 제조할 때 사용된다.

## 의학에서의 용도
안트라퀴논은 설사약으로 사용된다. 장기적인 사용과 남용은 대장흑피증을 일으킨다.

## 같이 보기
- 벤조퀴논

1. 1 2 3 4  Haynes, William M., 편집. (2016). 《CRC Handbook of Chemistry and Physics》 97판. CRC Press. 3.28쪽. ISBN 9781498754293.
2. ↑  International Union of Pure and Applied Chemistry (2014). 《Nomenclature of Organic Chemistry: IUPAC Recommendations and Preferred Names 2013》. The Royal Society of Chemistry. 724쪽. doi:10.1039/9781849733069. ISBN 978-0-85404-182-4.